# Santes Pagnino
Santes Pagnino, także Sante Pagninus/Pagnini (ur. 18 października 1470 w Lukce (Republika Florencka); zm. 24 sierpnia 1536 w Lyonie we Francji) – dominikański zakonnik, uczony, filolog hebraista, tłumacz Biblii.

## Życiorys
W roku 1487, w wieku 16 lat wstąpił do zakonu dominikanów w Fiesole (w pobliżu Florencji) gdzie jednym z jego pierwszych nauczycieli był Girolamo Savonarola. W tym czasie Florencja była ważnym ośrodkiem studiów nad językami orientalnymi do czego przyczynił się również Pagnino. W roku 1516 papież Leon X wezwał go do Rzymu i zachęcał go do dalszej pracy. Do śmierci swojego patrona w roku 1521 prowadził w Rzymie studia orientalne. Papież Hadrian VI nazwał go kaznodzieją apostolskim i mistrzem świętej teologii. W latach 1523–1526 mieszkał w Awinionie, a następnie osiadł w Lyonie.
W Lyonie odegrał kluczową rolę w założeniu szpitala Saint Laurent dla dotkniętych zarazą. Swoją gorliwością i elokwencją odwrócił uwagę mieszkańców miasta od waldensów i luteran. W uznaniu zasług dla miasta otrzymał bardzo pożądane wówczas przywileje obywatelstwa.

## Łaciński przekład Biblii
W roku 1527, po 25 latach pracy, opublikował w Lyonie łacińskie tłumaczenie Biblii z oryginalnych tekstów. Było to pierwsze łacińskie tłumaczenie Biblii od czasów Hieronima ze Strydonu. Jako pierwsza ta Biblia posiadała ponumerowane rozdziały i wersety. Był to pionierski system, który jednak się nie przyjął. Przekład ten charakteryzowała duża dosłowność wobec tekstu hebrajskiego kosztem surowości stylu literackiego.
Koszty pracy ponosił do swojej śmierci papież Leon X. Dzieło Pagniniego zdobyło uznanie współczesnych mu rabinów. Tłumaczenie Pagniniego było kilkukrotnie przedrukowane. Nie miało ono na celu zastąpienia Wulgaty, lecz ze względu na dużą dosłowność i większą dokładność tłumaczenia wersja ta stała się pomocą dla tłumaczy poszukujących właściwego rozumienia tekstu hebrajskiego i greckiego. Została ona wydana w celach czysto naukowych, wpływając na tłumaczenia Biblii na języki narodowe. Również dziś przekład Pagniniego jest przedmiotem zainteresowania historycznego.

## Dzieła
- Veteris et Novi Testamenti nova translatio (Lyon 1527)
- Isagoges seu introductionis ad sacras literas liber unus (Lyon 1528)
- Thesaurus linguæ sanctæ (Lyon 1529)
- Catena argentea in Pentateuchum w sześciu tomach (Lyon 1536)